# Pump It Up!
Pour les articles homonymes, voir Pump It Up.
Singles de Danzel
You Are All of That
(2003) Put Your Hands Up in the Air!
(2005)
Pump It Up! est un remix (bootleg) du titre original Pump It Up de Black & White Brothers (1998) interprété par l'artiste belge Danzel sorti en mars 2004. 2e single extrait de l'album studio The Name of the Jam, la chanson est écrite par Mr. Mike, Djaimin. Pump It Up! est produite par Jaco Van Rijswijk. Le single a rencontré un grand succès à travers l'Europe dans les clubs et dans les hit-parades se classant dans le top 10 en Autriche, en France, en Suisse, en Danemark, en Belgique, en Irlande, en Allemagne et en Italie.
Le titre connaît un regain de popularité en France, particulièrement en Bretagne, à la suite de la qualification du Stade Brestois 29 en Coupe d'Europe, célébrée par les paroles "Stade Brestois Coupe d'Europe" calquées sur le rythme du refrain. La chanson obtient aussi un regain de popularité à la suite de la montée d'Angers SCO en Ligue 1 en 2024.

## Liste des pistes
| - CD single en Belgique 1. Pump It Up! (Radio Edit) – 3:45 2. Downtown (Vocal Club Mix) – 7:21 - CD single au Danemark 1. Pump It Up! (Radio Edit) – 3:45 2. Pump It Up! (Extended Mix) – 5:53 - CD single en France 1. Pump It Up! (Radio Edit) – 3:45 2. Pump It Up! (Extended Mix) – 5:53 3. Pump It Up! (Club Mix) – 7:02 4. Downtown (Club Mix) – 5:50 - CD single au Royaume-Uni 1. Pump It Up! (Radio Edit) – 3:45 2. "Profanation" (Trust In Trance Mix) – 6:54 3. "Downtown" (Club Mix) – 5:50 - CD maxi single en Italie 1. Pump It Up! (Radio Edit) – 3:45 2. Pump It Up! (Highpass Radio Edit) – 3:11 3. Pump It Up! (Extended Mix) – 5:53 4. Pump It Up! (Club Mix) – 7:02 5. Pump It Up! (Highpass Remix) – 8:33 6. Downtown (Vocal Club Mix) – 7:21 - CD maxi single en Australie 1. Pump It Up! (Radio Edit) – 2:37 2. Pump It Up! (Gladiator Remix) – 7:51 3. Pump It Up! (Highpass Dub Mix) – 7:06 4. Pump It Up! (Jerry Ropero & Denis the Menace Remix) – 7:10 | - CD maxi single au Danemark 1. Pump It Up! (Radio Edit) – 3:45 2. Pump It Up! (Extended Mix) – 5:53 3. Pump It Up! (Club Mix) – 7:02 4. Pump It Up! (A Cappella) – 2:29 5. "Downtown" (Vocal Edit) – 3:27 - CD maxi single en France 1. Pump It Up! (Radio Edit) – 3:45 2. Pump It Up! (Trust in Trance Mix) – 6:54 3. Pump It Up! (Club Mix) – 5:50 - 12" maxi en Belgique 1. Pump It Up! (Extended Mix) – 5:53 2. Pump It Up! (A Cappella) – 2:29 3. Pump It Up! (Club Mix) – 7:02 4. Downtown (Club Mix) – 5:50 - 12" maxi en Allemagne 1. Pump It Up! (Extended Mix) – 5:54 2. Pump It Up! (A Cappella Mix) – 2:30 3. Profanation (Trust in Trance Mix) – 6:26 - 12" maxi aux États-Unis 1. Pump It Up! (Club Mix) 2. Pump It Up! (Extended Mix) 3. Downtown (Vocal Club Mix) - 12 maxi single au Royaume-Uni 1. Pump It Up! (Uniting Nations Remix) 2. Pump It Up! (Alex K Klubbed Up Mix) 3. Pump It Up! (Gladiator Remix) |

## Classements et certifications
| Classement (2004)                       | Meilleure position |
| --------------------------------------- | ------------------ |
| Allemagne (Media Control AG)            | 4                  |
| Autriche (Ö3 Austria Top 40)            | 3                  |
| Belgique (Flandre Ultratop 50 Singles)  | 8                  |
| Belgique (Wallonie Ultratop 50 Singles) | 5                  |
| Danemark (Tracklisten)                  | 8                  |
| États-Unis (Dance Club Songs)           | 29                 |
| France (SNEP)                           | 6                  |
| Irlande (IRMA)                          | 8                  |
| Italie (FIMI)                           | 10                 |
| Royaume-Uni (UK Singles Chart)          | 11                 |
| Suède (Sverigetopplistan)               | 51                 |
| Suisse (Schweizer Hitparade)            | 5                  |

| Classement (2004)   | Position |
| ------------------- | -------- |
| Autriche            | 52       |
| Belgique (Flandre)  | 22       |
| Belgique (Wallonie) | 23       |
| France              | 34       |
| Suisse              | 76       |

| Pays     | Certification | Date            | Ventes  |
| -------- | ------------- | --------------- | ------- |
| Belgique | Or            | 1er mai 2004    | 25,000  |
| France   | Argent        | 15 juillet 2004 | 125,000 |